# بانج دريم
بانج دريم! آفه موجيكا، المعروفة أيضاً باسم آفه موجيكا - تم إلقاء النرد -، هي سلسلة أنمي تلفزيونية يابانية من ابتكار بوشيرود ومن إنتاج سانزيغن. تُعد السلسلة انطلاقة فرعية من سلسلة الأنمي الرئيسية بانج دريم!، وتعمل كتكملة لأنمي بانج دريم! إتس ماي غو!!!!!. عُرضت السلسلة من كانون الثاني حتى آذار 2025. بدأ إصدار نسخة مانغا مقتبسة من الأنمي بعنوان بانج دريم! آفه موجيكا - مانوسكريبتوس -، من كتابة ورسم بينفو هيروياما، في مجلة بوشيرود كوميك غراول منذ كانون الثاني 2025.
تم الإعلان عن تكملة لكل من آفه موجيكا وإتس ماي غو!!!!!.

## القصة
تتبع السلسلة مغامرات الفرقة الرئيسية آفه موجيكا، وهي واحدة من فرقتين، إلى جانب ماي غو!!!!!، تم تأسيسهما بعد تفكك فرقة كرايشك. على الرغم من أن آفه موجيكا شهدت تزايداً في الشهرة بعد عدة حفلات ناجحة، إلا أن القائدة ساكيكو توغاوا تواصل بإصرار مطالبة الأعضاء باتباع رؤيتها للفرقة في محاولة لنسيان ماضيها المؤلم تماماً، مما يسبب صدامات داخل الفرقة تؤدي إلى كشف الدوافع الخفية لكل عضو، إضافة إلى مخاوفهم، أسرارهم، وصدماتهم النفسية.

## الشخصيات

### آفه موجيكا
انظر أيضاً: قائمة شخصيات بانج دريم! § آفه موجيكا
ساكيكو توغاوا
الأداء الصوتي: كانون تاكاو
عازفة لوحة المفاتيح الصارمة وقائدة الفرقة، التي تشير إلى شخصيتها في الفرقة على أنها "الشخص الذي لا يخشى أن يُنسى." طالبة في السنة الأولى في أكاديمية هانيؤكا للبنات وعضوة سابقة في كرايشك، تعيش حالياً في فقر مع والدها المهان. أسست آفه موجيكا بعد تفكك كرايشك وبعد أن شاهدت زميلاتها السابقات توموري، سويو، وتاكي يعزفن أغنيتهن "هاروهيكاغي" (春日影؛ تعني حرفياً "أشعة شمس الربيع") مع الفرقة التي ستصبح ماي غو!!!!!، وتسعى لجعل الفرقة تنجح من خلال اتباع رؤيتها.
وصف المخرج كوداي كاكيموتو ساكيكو بأنها ترغب في نسيان ألمها العاطفي بعد حل كرايشك، مما دفعها إلى تشكيل آفه موجيكا وإخفاء مشاعرها خلف شخصية أوبليفيونيس، إلا أنه أشار أيضاً إلى أنها غير قادرة على النسيان تماماً لأنها تواصل متابعة الموسيقى بهويتها الجديدة على الرغم من فشلها السابق.
موتسومي واكابا
الأداء الصوتي: يوزوكي واتاسي
عازفة الغيتار الإيقاعي الهادئة في الفرقة، التي تشير إلى شخصيتها في الفرقة على أنها "الشخص الذي لا يخشى الموت." طالبة في السنة الأولى في أكاديمية تسوكينوموري للبنات وعضوة أخرى سابقة في كرايشك، وهي ابنة لمشاهير معروفين على مستوى البلاد. كانت أقرب صديقة لساكيكو منذ الطفولة وبعد تفكك كرايشك، وتعد الشخص الوحيد الذي يعرف وضع ساكيكو وتحاول دعم رؤيتها. يُكشف في منتصف السلسلة أن موتسومي تعاني من اضطراب الهوية التفارقي. شخصيتها البديلة، مورْتيس، أكثر اجتماعية من موتسومي. تتولى مورْتيس دور حماية موتسومي، وتتدخل في آفه موجيكا لتمنع موتسومي من المعاناة من أي صدمة نفسية إضافية.
خلال أحداث السلسلة، تدخل موتسومي ومورْتيس في صراع داخل عالمهما العقلي قبل أن تتصالحا ويختفيا معاً. في مقابلة في مجلة ميغامي، شرح كاكيموتو هذا التطور بأنهما توقفتا عن الوجود كشخصيات أساسية مضيفة، وأنه بنهاية الأنمي، أصبح جسدهما الفيزيائي خاضعاً ليس لهوية محددة، بل لأدوارهما المتعددة (التي تمثلها جماهير في عالمهما العقلي) التي تتبادل السيطرة حسب الحاجة في أي موقف معين. تظهر مورْتيس مبتسمة في انعكاس صورتها في نهاية الحلقة الأخيرة من السلسلة، وقد صرّح كاكيموتو أن ذلك كان مقصوداً للإشارة إلى أن هويتها لا تزال موجودة بين "الأدوار"، وأيضاً لإرضاء رغبته "الأبوية" في رؤية مورْتيس تنحني على المسرح مع بقية أعضاء آفه موجيكا عند إسدال الستار.
أوميري ياهاتا
الأداء الصوتي: مي أوكادا
عازفة الباس الهادئة في الفرقة، التي تشير إلى شخصيتها في الفرقة على أنها "الشخص الذي لا يخشى أن يخاف." طالبة في السنة الأولى في أكاديمية هاناساكيغاوا للبنات وصديقة مقربة من تاكي. هي موسيقية جلسات تعمل مع فرق عديدة وتحافظ على مستوى من الاحترافية داخل آفه موجيكا وتبقي مسافة عاطفية بينها وبين الفرقة، إذ تعتبر آفه موجيكا مجرد عمل من أعمالها. يتم الكشف لاحقاً أن سلوكها العاطفي البعيد ينبع من تخلي فرقتها الأولى عنها بسبب تدخلها، على الرغم من اعتقاد أوميري أنها كانت تساعدهم.
أويكا ميسومي
الأداء الصوتي: ريكو ساساكي
عازفة الغيتار الرئيسية والمغنية الطيبة القلب في الفرقة، وهي أيضاً عضوة في وحدة الأيدول سوميمي وتشير إلى شخصيتها في الفرقة على أنها "الشخص الذي لا يخشى الحزن." طالبة في السنة الأولى في أكاديمية هاناساكيغاوا للبنات وصديقة طفولة أخرى لساكيكو. تعبر عن امتنانها وإعجابها بها لدعوتها إلى آفه موجيكا وتكرس نفسها للبقاء إلى جانب ساكيكو كلما أمكن. قال المخرج كوداي كاكيموتو إن الهدف من بناء شخصية أويكا كان تصويرها كشخص "مكبّل" ومحدد بقناعه، حيث تكبت مشاعرها الحقيقية طوال القصة.
نيامو يوتينجي
الأداء الصوتي: أكاني يونيزاوا
عازفة الطبول الباحثة عن الانتباه في الفرقة، التي تشير إلى شخصيتها في الفرقة على أنها "الشخص الذي لا يخشى الحب." هي مؤثرة مشهورة على الإنترنت تسعى لاكتساب الشهرة والاعتراف بالفرقة وبنفسها بأي وسيلة، وتتصادم مع ساكيكو بشأن اتجاه آفه موجيكا.

## ماي غو!!!!!
توموري تاكاماتسو
الأداء الصوتي: هينا يوميا
المغنية الرئيسية في الفرقة. طالبة في السنة الأولى في أكاديمية هانيؤكا للبنات وعضوة سابقة أخرى في كرايشك، تحاول باستمرار التواصل مع ساكيكو بعد أن شعرت بمعاناتها الشخصية، على الرغم من رفض ساكيكو لمحاولاتها.
أنون تشيهايا
الأداء الصوتي: رين تاتيشي
عازفة الغيتار الإيقاعي وقائدة الفرقة. طالبة في السنة الأولى في أكاديمية هانيؤكا للبنات وصديقة مقربة من توموري، تساعدها في التواصل مع ساكيكو بشأن معاناتها.
رانا كانامي
الأداء الصوتي: هينا أوكي
عازفة الغيتار الرئيسية في الفرقة، المعروفة بمهارتها الاستثنائية في العزف. طالبة في السنة الثالثة في فرع المرحلة الإعدادية من أكاديمية هاناساكيغاوا للبنات، وهي غريبة الأطوار وغالباً ما تتصرف بمفردها. تدرك رانا فوراً أن مورْتيس وموتسومي هما شخصان يشتركان في جسد واحد عند لقائهما، وتصبح صديقة لمورْتيس.
سويو ناغاساكي
الأداء الصوتي: ميكا كوهيناتـا
عازفة الباس في الفرقة. طالبة في السنة الأولى في أكاديمية تسوكينوموري للبنات وعضوة سابقة أخرى في كرايشك، تواصل تذكر الفرقة على الرغم من تفككها المعقد، كما تقلق بشأن سلامة موتسومي وساكيكو، رغم عدائها السابق لموتسومي ودورها في تفكك كرايشك.
تاكي شينا
الأداء الصوتي: كوكو هاياشي
عازفة الطبول في الفرقة. طالبة في السنة الأولى في أكاديمية هاناساكيغاوا للبنات وعضوة سابقة أخرى في كرايشك، تحمل مشاعر ازدراء تجاه ساكيكو بسبب مغادرتها المفاجئة للفرقة، لكنها تقلق بشأنها، وهي صديقة مقربة من أوميري.

## شخصيات أخرى
مانا سوميتا
الأداء الصوتي: هازوكي تاندا
المغنية وزميلة أويكا في وحدة الأيدول سوميمي.
كيوتسوغو توغاوا
الأداء الصوتي: أتسوشي كيسايشي
والد ساكيكو وصهر ساداهارو، والذي تم طرده من عائلة توغاوا بعد تورطه في قضية احتيال.
ساداهارو توغاوا
الأداء الصوتي: ماساكي تيراسومي
جد ساكيكو وزعيم تكتل مجموعة توغاوا.
مينامي موري
الأداء الصوتي: ميوكي ساواشيرو
ممثلة مرموقة ووالدة موتسومي.

## الإنتاج
شارك المخرج كوداي كاكيموتو في المقابلات أن ماي غو!!!!! وآفه موجيكا تم conceptualized في الوقت نفسه وكان من المخطط أن يتم إنشاؤهما كضدين متناقضين تماماً، مما وجّه فريق الإنتاج إلى تسليط الضوء على تباينهما وتشكيل آفه موجيكا خلف الكواليس أثناء عرض إتس ماي غو!!!!! بينما كانت آفه موجيكا قيد الإنتاج. ومع تقدم كتابة القصة، ومع اقتراب قصة إتس ماي غو!!!!!
من نهايتها، أدى ذلك أيضاً إلى اتخاذ الفريق قراراً بهيكلة الحلقة الثالثة عشرة والأخيرة لتكون بمثابة حلقة تجريبية (Pilot) لآفه موجيكا.
وأوضح كاكيموتو بشكل أكبر أن الأنميين هما ضدان متناقضان، ففي حين كان إتس ماي غو!!!!! دراما شبابية يُعبّر أعضاؤها عن مشاعرهم الخام ويؤدون في قاعات عروض بسيطة، فإن آفه موجيكا، بالمقابل، هي قصة تشويق نفسي يُخفي أعضاؤها مشاعرهم خلف أقنعة بينما يقدمون عروضاً أوبرالية في المسارح.
أضاف كاكيموتو أنه من أجل التمييز بين آفه موجيكا والفرقة القوطية القائمة في السلسلة روزيليا، قام فريق الإنتاج بدمج عناصر مستوحاة من السيرك، وعروض الغرائب، والمسرح. كما تطرّق إلى أن السلسلة ستبتعد عن تقاليد بانج دريم! الراسخة التي تبرز الثقة والروابط بين أعضاء الفرق، إذ ستتناول المشاعر السلبية ولكن الحقيقية والاضطرابات الداخلية التي يواجهها كل عضو من أعضاء آفه موجيكا، قائلاً إن الفريق "يدرك تماماً أن هذا النهج قد لا يتوافق مع جميع الجماهير." ومع ذلك، ظلوا متمسكين بعرض مشاعر الشخصيات وأفعالها دون أي تنازل. وباعترافه الشخصي، فكّر الفريق في البداية بتجنب هذا التناقض عبر وضع ماي غو!!!!! وآفه موجيكا ضمن علامة تجارية منفصلة عن السلسلة. ومع التخلي عن هذه الفكرة لاحقاً، قرر كاكيموتو والفريق وضع بعض الحدود بين الفرق الجديدة والقديمة، مع ترك بعض الروابط حتى لا يتم الإضرار بصورة الفرق القديمة، وإتاحة الفرصة للفرقتين الجديدتين لبناء هويتهما الخاصة، مع الحفاظ على الاستمرارية اللازمة.
في مقابلة، علّقت كانون تاكاو ويوزوكي واتاسي على عملية الدبلجة، وذكرتا أنها كانت صعبة بسبب الطبيعة العاطفية المكثفة لمشاهد الأنمي، لكنهما وصفتا التجربة بأنها إيجابية لتطورهما كممثلتين. وأشارت تاكاو إلى مشهد في الحلقة الأولى تبكي فيه ساكيكو، وقالت إنه "أخذ أفضل الأجزاء من تسجيل طويل جداً لبكائي"، كما علقت على تجربة تسجيل الحوارات لمفاجأة الحبكة في أواخر السلسلة، والتي تم إخفاء تفاصيلها عنها قبل التسجيل بهدف استحضار رد فعل صوتي صادق.
وفقاً لرئيس الاستوديو هيروآكي ماتسورا، تم إنشاء مشهد المونولوج في الحلقة 11 بمساعدة الممثلة المسرحية الحقيقية كينا كيرياما. أعد فريق إنتاج الرسوم المتحركة خمس كاميرات في الاستوديو لتسجيل الأداء الجسدي لكيرياما. وقد أشاد ماتسورا كثيراً بفهم كيرياما العميق للنص وبأدائها التمثيلي المتميز، مشيراً إلى أن هذا النهج التعاوني مثّل أيضاً أسلوب إنتاج صعباً لاستوديو سانزيغن.

## المواضيع
تركّز قصة آفه موجيكا حول فرقة فتيات غير متجانسة، حيث تُقاد حبكة آفه موجيكا بواسطة الشخصيات أكثر من الموسيقى نفسها. تتناول السلسلة مواضيع مثل إدمان الكحول، والهجر، وانقسام الشخصية، والقلق.
صرّح كاكيموتو أن قصة آفه موجيكا تضمّنت مواضيع نفسية مثل القتلة المتسلسلين، واضطراب الهوية التفارقي، ومتلازمة مونخاوزن، مقارناً العناصر النفسية بإنتاج آخر شارك فيه سابقاً في سانزيغن، وهو أربيجيو أوف بلو ستيل: آرس نوفا.
تكااكي كيداني، الرئيس التنفيذي ورئيس بوشيرود، ردّاً على الانتقادات المتعلقة بما وُصف بعبثية وعدم منطقية سلوك الشخصيات في الحلقة العاشرة، كتب على تويتر أن الناس دائماً يميلون إلى البحث عن المنطق في القدر، لكن في رأيه الشخصي فإن أنمي آفه موجيكا ينفي هذا تماماً.
اعتبر كريستوفر فاريس من شبكة أخبار الأنمي أن الازدواجية كانت دائماً موضوعاً محورياً في آفه موجيكا، سواء في طريقة تعاملها مع ذاتها أو مع كامل القصة التي تشاركها مع إتس ماي غو!!!!!.
أوضح يوتا توكودا من ريال ساوند أن الصراعات الأولى في السلسلة تنبع من التصادم بين النزعة الإبداعية الفردية لساكيكو والطابع التجاري لنيامو، إضافة إلى ضغط العمل في صناعة الترفيه، وهي مواضيع تقليدية ضمن قصص الخيال الموسيقي، مشيراً إلى جيرلز باند كراي وترايبيزيوم كأمثلة مقارنة. ومع ذلك، يلاحظ كيف تقوم السلسلة بتقويض هذه المواضيع ضمن سياق أنمي الفرق الموسيقية، مثل قيام نيامو بكشف هوية الفرقة وإدخال شخصية مورْتيس. تفشل ساكيكو في إعادة لمّ شمل كرايشك والعودة إلى الحياة اليومية، مما يميز قصة آفه موجيكا بوضوح عن السرديات السابقة في بانج دريم! وأنميات الموسيقى الأخرى بشكل عام.
ويضيف توكودا ملاحظة حول نزعات أويكا ميسومي الهوسية وطبيعتها المعقدة بشكل غير اعتيادي، خصوصاً تأملها في العنف في الحلقة التاسعة (والتصوير البصري الصريح لفعلها لهذه الفكرة دون أن تحدث فعلياً)، مما يسمح للسلسلة بالتوجه إلى مناطق أكثر ظلامية مع الحفاظ على الاعتبارات التجارية لنوعها والفئة المستهدفة منها.

## وسائل الإعلام

### الأنمي
بعد عرض الحلقة الثالثة عشرة والأخيرة من إتس ماي غو!!!!! في 14 أيلول 2023، تم الإعلان عن سلسلة أنمي تلفزيونية تتمحور حول آفه موجيكا وتعمل كتكملة مباشرة لها.
تم إنتاجها بواسطة سانزيغن، وعاد معظم فريق العمل الذي عمل على إتس ماي غو!!!!! للمشاركة في التكملة، مع كوداي كاكيموتو كمخرج، ويونيكو أيانا لكتابة والإشراف على نصوص السلسلة. عُرضت السلسلة من 2 كانون الثاني حتى 27 آذار 2025 على قناة طوكيو إم إكس وشبكات أخرى.
أغنية البداية هي "كيلكيس"، بينما أغنية النهاية هي "جورجيت مي، جورجيت يو"، وكلاهما من أداء الفرقة التي تحمل الاسم نفسه. قامت شركة كرانشي رول بترخيص السلسلة في أميركا الشمالية، وأميركا اللاتينية (باستثناء البرازيل)، وأوقيانوسيا، وجنوب أفريقيا، وبعض المناطق الأوروبية تحت عنوان آفه موجيكا - تم إلقاء النرد -. 
كما حصلت شركة ميوز كوميونيكيشن على ترخيص عرض السلسلة في جنوب شرق آسيا.

#### الحلقات
| العدد | العنوان (باللاتينية)         | العنوان (بالإنجليزية)              | الإخراج            | كتابة النص                | إعداد القصة المصوّرة                            | تاريخ العرض الأصلي   |
| ----- | ---------------------------- | ---------------------------------- | ------------------ | ------------------------- | ---------------------------------------------- | -------------------- |
| 1     | Sub rosa.                    | تحت الوردة.                        | كويتشيرو كوغا      | ميدوري غوتو ويونيكو أيانا | ناويا أوكوغاوا                                 | 2 كانون الثاني 2025  |
| 2     | Exitus acta probat.          | النتيجة تبرر الفعل.                | دايسكي سوزوكي      | أكيكو وابا                | تومومي أوميتسو                                 | 9 كانون الثاني 2025  |
| 3     | Quid faciam?                 | ماذا يمكنني أن أفعل؟               | هاجيمي يامانوكوتشي | هيتومي أوغاوا             | كوزو أوكا                                      | 16 كانون الثاني 2025 |
| 4     | Acta est fabula.             | انتهى العرض.                       | هيروشي موريتا      | ميدوري غوتو               | هيروشي موريتا                                  | 23 كانون الثاني 2025 |
| 5     | Facta fugis, facienda petis. | تهرب من الماضي وتسعى إلى المستقبل. | دايشي أوموري       | تاني هاروهي               | دايشي أوموري ودايسكي سوزوكي                    | 30 كانون الثاني 2025 |
| 6     | Animum reges.                | سيطر على عواطفك.                   | كويتشيرو كوغا      | أكيكو وابا                | ناويا أوكوغاوا                                 | 6 شباط 2025          |
| 7     | Post nubila Phoebus.         | بعد الغيوم، الشمس.                 | دايسكي سوزوكي      | هيتومي أوغاوا             | كوزو أوكا                                      | 13 شباط 2025         |
| 8     | Belua multorum es capitums.  | أنت وحش برؤوس كثيرة.               | هيروشي موريتا      | ميدوري غوتو               | هيروشي موريتا                                  | 20 شباط 2025         |
| 9     | Ne vivam si abis.            | لا أعيش إن رحلت.                   | دايشي أوموري       | أكيكو وابا                | تومومي أوميتسو                                 | 27 شباط 2025         |
| 10    | Odi et amo.                  | أكره وأحب.                         | كويتشيرو كوغا      | تاني هاروهي               | ناويا أوكوغاوا                                 | 6 آذار 2025          |
| 11    | Te ustus amem.               | أحبك حتى أتحول إلى رماد.           | هاجيمي يامانوكوتشي | ميدوري غوتو               | هاجيمي يامانوكوتشي، كوزو أوكا، وكوداي كاكيموتو | 13 آذار 2025         |
| 12    | Fluctuat nec mergitur.       | تتلاعب بها الأمواج لكنها لا تغرق.  | دايشي أوموري       | يونيكو أيانا              | كوزو أوكا                                      | 20 آذار 2025         |
| 13    | Per aspera ad astra.         | عبر المشقة إلى النجوم.             | هاجيمي يامانوكوتشي | هيتومي أوغاوا             | هيروشي موريتا وكوزو أوكا                       | 27 آذار 2025         |

| العدد | العنوان (باللاتينية)                                             | ملخص الحلقة المترجم |
| ----- | ---------------------------------------------------------------- | --- |
| 1     | Sub rosa. (تحت الوردة)                                           | بينما تنمو شهرة آفه موجيكا، تشعر نيامو يوتينجي بعدم الرضا وتقترح كشف هويات الفرقة للاستفادة منها في زيادة شعبيتها. ترفض ساكيكو توغاوا الفكرة، مما يثير توترًا داخل المجموعة. أويكا ميسومي تشكر ساكيكو على دعوتها للانضمام. تتلقى ساكيكو اتصالًا من الشرطة تعلن فيه احتجاز والدها كيوتسوغو بسبب السكر العلني. تذهب لإنقاذه، وتسترجع ذكريات تأسيس فرقة كرايشك بعد مشاهدة مورفونِيكا في المدرسة الإعدادية. بعد وفاة والدتها، طُرد والدها من العائلة الغنية بضغط من جدها ساداهارو، مما دفع ساكيكو للتخلي عن ثروة عائلتها ودعم والدها وترك كرايشك. قبل عرض آفه موجيكا في نيّبون بودوكان، يعبر كيوتسوغو عن ندمه ويتشاجر مع ساكيكو التي تنكر صلتها به. في البودوكان، تفصح نيامو عن هويتها الحقيقية وتكشف عن موتسومي وأوميري رغماً عنهما، وتحت الضغط يزيل ساكيكو وأويكا ألقابهم، مما يصدم أعضاء فرقة ماي غو!!!!! آنون شيهيا وسويو ناجاساكي الذين حضروا الحفل معًا. |
| 2     | Exitus acta probat. (النتيجة تبرر الفعل)                         | بعد تسليط الإعلام والجمهور الضوء على أعضاء آفه موجيكا، تناقش فرقة ماي غو!!!!! هوياتهم. تعبر توموري تاكاماتسو عن قلقها على ساكيكو، التي لم تعد تشبه نفسها في الأداء. تغضب ساكيكو من كشف نيامو المبكر، في حين تتعرض موتسومي لصدمة بسبب اهتمام الإعلام بوضعها كطفلة فنانيْن. تستغل نيامو شهرة موتسومي للحصول على علاقات في التمثيل مع والدتها مينامي موري، مما يزيد من توتر موتسومي. رغم الكشف عن هوياتهم، تستمر الفرقة في تقديم المقابلات والترويج للجولة القادمة. خلال هذه الجولة، تقول موتسومي بشكل متهور أن الفرقة "لن تستمر طويلًا"، ما يثير شائعات التفكك. توجه نيامو وساكيكو انتقادات لموتسومي التي تشعر بالإجهاد. ترى أويكا ساكيكو نائمة في وكالة الفرقة وتدعوها للإقامة معها. في أول حفل للجولة، تصاب موتسومي بنوبة هلع وتنهار على المسرح، مما يذهل الجمهور وأعضاء الفرقة. |
| 3     | Quid faciam? (ماذا يمكنني أن أفعل؟)                              | تبتكر ساكيكو سردًا يظهر انهيار موتسومي كجزء من العرض، بينما لا يدرك أحد أن موتسومي لم تكن تمثل. تعاني موتسومي من هلوسات تصور فيها مسرحية تديرها شخصيتها في الفرقة "مورْتيس"، حيث تعكس شعورها بالظل الذي تلقيه عليها عائلتها وداخل كرايشك، ملقية باللوم على نفسها في تفكك الفرقة. تزور نيامو موتسومي في الاستوديو بمنزلها وتقترح ترك آفه موجيكا لتكوين ثنائي، لكن موتسومي ترفض خوفًا على ساكيكو. تجتمع الفرقة لمناقشة الخطط، حيث تشير أوميري إلى طلبات لإعادة تمثيل موتسومي انهيارها في عروض مستقبلية. ترفض ساكيكو الفكرة، وتبدو موتسومي مترددة. تشير مورْتيس إلى أن استمرار موتسومي في الفرقة على حساب صحتها النفسية غير ممكن. يخيب الجمهور أمله عندما لا تتكرر نوبة موتسومي في حفل في سنداي، مما يؤدي إلى مزيد من الخلافات وضغط على موتسومي التي تتذكر تفكك كرايشك. بعد غضب ساكيكو منها، تتولى مورْتيس جسد موتسومي لحمايتها، مكبحة هويتها خلال عرض مباشر على التلفاز. |
| 4     | Acta est fabula. (انتهى العرض)                                   | يؤدي مورْتيس بدلاً من موتسومي، ويفاجئ الجمهور ويحقق نجاحًا، مما يحسن معنويات الفرقة وصورتها العامة. تسعد أوميري ونيامو وأويكا بتغير موتسومي الاجتماعي. لكن ساكيكو تشعر بعدم الارتياح لفقدان السيطرة على الفرقة وتغير سلوك موتسومي. أثناء تدريب في فوكوكا، تعترف مورْتيس بعدم قدرتها على العزف على الغيتار، مما يصدم الفرقة ويواجهها ساكيكو شخصيًا. تكشف مورْتيس عن دورها في توتر موتسومي وتهدد بقمع هويتها بالكامل إذا لم تغير ساكيكو سلوكها، مما يرعب ساكيكو. تخبر ساكيكو الفرقة بالباقي، وتنضم مورْتيس للنقاش حول الخطط المستقبلية. تعبر نيامو عن استيائها من حالة الفرقة، وساكيكو حزينة على اختفاء موتسومي. تصر مورْتيس على تعلم الغيتار وبقاء الفرقة معًا، لكن البقية غير مقتنعين. تعلن آفه موجيكا عن انفصالها في الحفل، مما يحطم مورْتيس. |
| 5     | Facta fugis, facienda petis. (تهرب من الماضي وتسعى إلى المستقبل) | تنفصل آفه موجيكا ويعود الأعضاء لحياتهم العادية ويبتعدون عن بعضهم. على الرغم من وعد أويكا بالبقاء إلى جانب ساكيكو المحبطة، تنتقل ساكيكو من شقتها وتعود إلى كيوتسوغو، مما يحزن أويكا التي تفقد الاتصال بها تمامًا. بعد شهر، يطلب ساداهارو من ساكيكو العودة إلى قصر توغاوا فتطيع. تحاول نيامو تعزيز مكانتها كإنفلونسر لكنها تُذكر بموهبة مورْتيس مما يزيد من شعورها بعدم الأمان. تتذكر توموري وقتها مع ساكيكو في كرايشك وكلمات وداع ساكيكو التي تتمنى لها السعادة. تترك توموري ملاحظة في خزانة ساكيكو تسألها إن كانت سعيدة، وعندما تراها ساكيكو تبكي وتمزقها. تلاحظ توموري وأنون الملاحظة الممزقة ويتبعان ساكيكو إلى قصر توغاوا. تطلب توموري من ساكيكو اللعب معها في فرقة مجددًا. في الوقت نفسه، تذهل سويو عندما تجد مورْتيس تعاني في غرفة موتسومي المهملة، بعد فشلها في استعادة هوية موتسومي، وتطلب مساعدتها. |
| 6     | Animum reges. (سيطر على عواطفك)                                  | ترفض ساكيكو عرض توموري ببرود، رغم اعتقاد الأخيرة أنه سيجعلها سعيدة. تخبر مورْتيس سويو بحقدها على ساكيكو ورغبتها في إيقاظ موتسومي للعزف وإحياء آفه موجيكا. تصطحب سويو مورْتيس إلى ماي غو!!!!! حيث تدرك رانا كانامي وجود هويتين داخل جسد موتسومي. أثناء شرح سويو للموقف لأعضاء ماي غو!!!!!، تتقرب مورْتيس ورانا من بعضهما. تواجه تاكي شينا أوميري بشأن انفصال آفه موجيكا، مما يربك أوميري. ترافق مورْتيس رانا للقاء ماي غو!!!!! حيث تعزف رانا على الغيتار مما يعيد إيقاظ موتسومي. في البداية تفرح مورْتيس، لكن موتسومي منزعجة من تداعيات تدخلات مورْتيس وتحاول استعادة السيطرة، في صراع مع مورْتيس التي تسمح فقط بالعزف. خلال جدالهما، تنهاران أمام رينغ، وتصورهما الحشود مخطئين أنه عمل دعائي للفرقة. ينتشر الفيديو بسرعة، ويشعر ساكيكو بالذعر، معتقدة أنها السبب. تحاول توموري وأنون طمأنة ساكيكو لكنها ترفض وتنكرت معرفتها بموتسومي، كرايشك أو آفه موجيكا. تخبر مورْتيس سويو بعنوان منزل كيوتسوغو، فتزور سويو المنزل وتفهم سبب ترك ساكيكو لكرايشك. بعد مشاركة سويو للمعلومات مع ماي غو!!!!!، تزعج كلمات ساكيكو سويو.                                   |
| 7     | Post nubila Phoebus. (بعد الغيوم، الشمس)                         | تواجه سويو ساكيكو وتسحبها إلى منزل موتسومي للمصالحة، لكن مورْتيس ترفض دخول ساكيكو، ما يحزن الأخيرة. تستمر ساكيكو في الانتظار خارج المنزل رغم احتجاج مورْتيس. تتوسل موتسومي مورْتيس للسماح لها بالكلام مع ساكيكو. خلال صراع السيطرة، تخرج موتسومي وتتحدث مع ساكيكو قليلاً قبل أن تستعيد مورْتيس السيطرة، وتتعلم عن اهتمام ساكيكو الحقيقي بها. في وقت لاحق، تنضم تاكي وسويو إلى ساكيكو ويناقشون تفكك كرايشك. تذكر تاكي تعليق موتسومي بعدم استمتاعها بالفرقة، وتخبر ساكيكو أن موتسومي كانت غير راضية عن مهاراتها بالغيتار وأن كرايشك كانت مهمة لها. تسمح مورْتيس لموتسومي بالسيطرة مجددًا، مما يؤدي إلى مصالحة الفتيات. ينتقلن إلى رينغ حيث تقدم توموري نسخة معدلة من كلمات الأغنية التي كتبتها ساكيكو عند لقائهما الأول. يشجع آنون أعضاء كرايشك السابقين على الأداء مرة أخيرة، ويؤدين أغنية توموري و"هاروهيكاجي"، مما يمنحهن فرصة لإغلاق جراحهن والمضي قدمًا. تنفصل ساكيكو وموتسومي عن ماي غو!!!!! وتواجهان أوميري الغيورة التي شاهدت لم شملهم وتطلب منهما الانضمام إليها لإعادة تشكيل آفه موجيكا.                                                        |
| 8     | Belua multorum es capitums. (أنت وحش برؤوس كثيرة)                | تكشف أوميري لتاكي رغبتها في إعادة تشكيل آفه موجيكا، وترفض ساكيكو وموتسومي، مما يدهش تاكي وينتقد أوميري لعدم موثوقيتها. بعد أداء مشترك، تقضي ساكيكو وموتسومي وقتًا معًا، حيث تعبر موتسومي عن رغبتها في إحياء كرايشك. تتولى مورْتيس السيطرة وتطالب ساكيكو بشرح أن كرايشك قد انفصلت، وتضيف أن موتسومي التي تعرفها ساكيكو لم تكن حقيقية، وتصر على إعادة تشكيل آفه موجيكا لبقاء مورْتيس. يتعلم ساكيكو ونيامو عن حالة موتسومي من محادثاتهما مع مورْتيس ومينامي على التوالي. تصاب نيامو بالصدمة بسبب إهمال مينامي لابنتها. يتجادل مورْتيس وموتسومي حيث تعلن موتسومي أنها لم تعد بحاجة إلى مورْتيس. تتحدث أوميري مع نيامو عن إعادة تشكيل الفرقة، وتشرح أوميري أن رغبتها في الانتماء لفرقة نشأت بعد تخلي فرقتها السابقة عنها. تفكر نيامو في قبول العرض بشرط إقناع أوميري لموتسومي بالعودة. تلتقي أوميري بمورْتيس وتخطط لجعلها ماهرة في الغيتار. في هاناساكغاوا، تكتشف أويكا لم شمل كرايشك عبر نشرات الفرقة. |
| 9     | Ne vivam si abis. (لا أعيش إن رحلت)                              | تسعى ساكيكو لتعويض إهمالها لموتسومي وتطلب من آنون وتوموري إحياء كرايشك، مما يربكهما. تخبر آنون ماي غو!!!!! وتتلقي رسالة من أويكا لطلب اللقاء. تخبر آنون أويكا عن أداء كرايشك ورغبة ساكيكو في إحيائها، مما يغضب أويكا. تلتمس أويكا من وكالتها إعادة تشكيل آفه موجيكا، لكنها تُرفض. تفشل نيامو في اختبار أداء وتلاحظ تراجع شعبيتها، مما يحزنها. تزور أوميري شقتها وتقترح عليها العودة إلى آفه موجيكا، لكنها تُرفض وتُطرد. تلتقي موتسومي وتوموري بأويكا التي تضغط عليهما بشأن إحياء كرايشك. تخبر موتسومي أويكا أن ساكيكو أسست آفه موجيكا كرد فعل على تفكك كرايشك. تغضب أويكا وتفكر بإيذاء موتسومي، لكنها تفر مذعورة. أثناء محاولة موتسومي إقناع توموري بدعم الإحياء، تدخل مورْتيس صراعًا داخليًا وتكبت هوية موتسومي، "مُقتلة" إياها. تجتمع فرق ماي غو!!!!! وآفه موجيكا في رينغ، متنازعة على إحياء كرايشك أو آفه موجيكا. تصر ساكيكو على كرايشك، بينما تقول سويو إنه لا يمكن العودة إلى السابق، وتناشد أوميري دعم آفه موجيكا باكية. تخاف مورْتيس من اختفائها بسبب موت موتسومي النفسي، فتقرر تقمص جسدها لتستمر وتقنع ساكيكو، لكن رانا ونيامو يكتشفان تمثيلها. |
| 10    | Odi et amo. (أكره وأحب)                                          | تكشف نيامو خدعة مورْتيس، ما يدفع الأخيرة للبكاء وتتدخل ماي غو!!!!!. تصاب ساكيكو بالحزن لفقدان موتسومي وتغادر رينغ بعد ضغوط نيامو وأويكا لإعادة تشكيل آفه موجيكا. خوفًا من فقدان ساكيكو، تكتب أويكا كلمات أغنية بشكل محموم. ترسل نيامو كلمات أويكا لبقية الفرقة وتأخذها إلى قصر توغاوا. تضغط نيامو على ساكيكو لإ |

## مانغا
أُعلن عن مانغا مقتبسة كتبها ورسمها بينفو هيروياما، بعنوان بانغ دريم! آفه موجيكا -مانوسكريبتوس-، في 21 تشرين الأول 2024. بدأت التسلسل في مجلة كوميك غراول في 10 كانون الثاني 2025، باللغتين اليابانية والإنجليزية؛ وتُجمع فصولها في مجلد تانكوبون واحد حتى شباط 2025.
| العدد | تاريخ الإصدار الياباني | رقم الكتاب القياسي الياباني |
| ----- | ---------------------- | --------------------------- |
| 1     | 7 شباط 2025            | 978-4-04-899665-5           |

قبل صدور السلسلة، عبّر كريستوفر فاريس من شبكة أخبار الأنمي عن حماسه لعرضها الأول، حيث تخيل أنها ستكون "ربما... أكثر جنونًا" من بانغ دريم! إتس ماي غو!!!!!، وأشاد بمقاطع المقدمة والنهاية. كما توقع ستيف جونز عرضها الأول وقال إنه متحمس لرؤية "الميلودراما" والمزيد من العناصر اليواري المحتملة.
كتب نيك كريمر على مدونة كرانشي رول أن السلسلة "تُظهر كل نية لأن تكون أكثر جنونًا" من إتس ماي غو!!!!!.
في دليل معاينة على شبكة أخبار الأنمي للسلسلة، اقترح فاريس مشاهدة إتس ماي غو!!!!! أولًا، لأنه شعر أن سرد القصة سيكون صعب المتابعة دون معرفة سابقة بسابقها. وعلق بأن السلسلة تهدف إلى إعادة صياغة شخصية ساكيكو في "ضوء أكثر تعاطفًا" مما كان سابقًا، مما يجعلها شخصية أكثر تعقيدًا، وأشاد بكتابة يونيكو أيانة، واصفًا السلسلة بأنها "استمرار مستحق" لـ إتس ماي غو!!!!!.
قام فاريس بمراجعة السلسلة لشبكة أخبار الأنمي. وأشاد بكتابة السلسلة بواسطة أيانة التي "تُعرف بالتفاصيل الصغيرة والدقيقة التي تملأ القصص" والتي تساهم لاحقًا في خطوط قصة قوية وتطورات في الشخصيات، مع مكافأة المشاهدين على إعادة المشاهدة. لاحظ أن قصة خلفية ساكيكو "أكثر غموضًا وتعقيدًا" مما بدت عليه في البداية، وأكد أن سرد السلسلة يركز على الإشباع، والعناية بالنفس، و"الخط الفاصل بين الإيثار وتدمير الذات"، وأشاد بالرسوم المتحركة من سانزيغين. في مراجعات الحلقات 4 و5، وصف فاريس جميع أعضاء فرقة آفه موجيكا بأنهم "مراهقون متضررون بحاجة ماسة للعلاج النفسي"، وقال إن السلسلة "مضحكة جدًا" بطابع ساخر مظلم، وأشاد بالمخرج هيروشي موريتا، لكنه أبدى آراء مختلطة حول الترجمة النصية من قبل شركة خارجية تعاقدت معها كرانشي رول.
تم تصنيف السلسلة كأنمي الأكثر شعبية في موسم شتاء 2025 بناءً على استطلاع لقراء دينجي أونلاين خلال بث السلسلة في شباط 2025.
تلقت الحلقة السابعة ردود فعل منقسمة من الجمهور الصيني، حيث أثار تركيزها على كرايشك والتقلبات الدرامية جدلًا.

## الجزء الثاني
تم الإعلان عن جزء ثانٍ لكل من آفه موجيكا وإتس ماي غو!!!!! بعد صدور الحلقة الثالثة عشرة والأخيرة من الأنمي في 27 آذار 2025، ويجري تصويره في شمال أوروبا.

## الملاحظات
1. ↑  Stylized as "KiLLKiSS"

## الروابط الخارجية
- Anime official website
 (باليابانية)
- Manga official website
 (بالإنجليزية)